# Wüstenweiler
Wüstenweiler ist ein Gemeindeteil der Stadt Feuchtwangen im Landkreis Ansbach (Mittelfranken, Bayern). Wüstenweiler liegt in der Gemarkung Heilbronn.

## Geografie
Durch den Weiler fließt der Wüstenbach, der mit dem Aichabach zum Schönbach zusammenfließt, einem linken Zufluss der Sulzach. Im Südwesten erhebt sich der Lindenberg, im Osten der Tränkbuck. Im Nordwesten liegt das Waldgebiet Hölle, 0,5 km südlich liegt das Waldgebiet Rabennest. Eine Gemeindeverbindungsstraße führt nach Feuchtwangen (1 km westlich).

## Geschichte
Der Ort wurde am 22. Februar 1366 in einer Urkunde des Feuchtwanger Stifts erstmals namentlich erwähnt.
Wüstenweiler lag im Fraischbezirk des ansbachischen Oberamtes Feuchtwangen. Im Jahr 1732 bestand der Ort aus 3 Anwesen (1 Mahlmühle, 1 Halbhof, 1 Gütlein) und 1 Gemeindehirtenhaus. Die Dorf- und Gemeindeherrschaft und die Grundherrschaft über alle Anwesen hatte das Stiftsverwalteramt Feuchtwangen. Von 1797 bis 1808 gehörte der Ort zum Justiz- und Kammeramt Feuchtwangen. Die Zahl der Anwesen blieb unverändert.
Mit dem Gemeindeedikt (frühes 19. Jahrhundert) wurde Wüstenweiler dem Steuerdistrikt und der Ruralgemeinde Heilbronn zugeordnet. Im Zuge der Gebietsreform in Bayern wurde Wüstenweiler am 1. Januar 1972 nach Feuchtwangen eingemeindet.

## Einwohnerentwicklung
| Jahr      | 001818 | 001840 | 001861 | 001871 | 001885 | 001900 | 001925 | 001950 | 001961 | 001970 | 001987 |
| Einwohner | 26     | 28     | 24     | 26     | 21     | 27     | 27     | 30     | 23     | 16     | 18     |
| Häuser    | 5      | 4      |        |        | 5      | 4      | 3      | 3      | 3      |        | 3      |
| Quelle    | [ 11 ] | [ 12 ] | [ 13 ] | [ 14 ] | [ 15 ] | [ 16 ] | [ 17 ] | [ 18 ] | [ 19 ] | [ 20 ] | [ 1 ]  |

## Religion
Der Ort ist seit der Reformation evangelisch-lutherisch geprägt und bis heute nach St. Johannis (Feuchtwangen) gepfarrt. Die Einwohner römisch-katholischer Konfession sind nach St. Ulrich und Afra (Feuchtwangen) gepfarrt.